# Nadine Leonhardt
Nadine Leonhardt (* 15. April 1977 in Göttingen) ist eine deutsche Politikerin und seit 2020 Bürgermeisterin der Stadt Eschweiler.

## Leben und Ausbildung
Nadine Leonhardt wurde 1977 in Göttingen geboren und zog im Alter von 10 Jahren mit ihren Eltern nach Eschweiler in Nordrhein-Westfalen. Sie legte 1996 ihr Abitur am Städtischen Gymnasium Eschweiler ab und studierte anschließend Politikwissenschaft, Geschichte und Soziologie an der Universität Trier. Während ihres Studiums absolvierte sie ein Auslandsjahr an der Sophia-Universität in Tokio. 2003 schloss sie ihr Studium erfolgreich ab.
Von 2003 bis 2011 war sie als wissenschaftliche Mitarbeiterin und Lehrbeauftragte an der Ruhr-Universität Bochum im Bereich der Ostasienwissenschaften tätig. Ab 2011 arbeitete sie als wissenschaftliche Mitarbeiterin und Projektkoordinatorin an der Fachhochschule Aachen, wo sie sich mit der Verbesserung des Übergangs von der Schule zur Hochschule sowie mit der Optimierung hochschulinterner Prozesse befasste. Diese Tätigkeit übte sie bis zu ihrem Wechsel in das Bürgermeisteramt 2020 aus.

## Politische Laufbahn
Nadine Leonhardt trat 2001 in die SPD ein und engagierte sich ab 2007 ehrenamtlich in der Kommunalpolitik. Seitdem ist sie im Vorstand des SPD-Ortsvereins Kinzweiler tätig. 2009 wurde sie erstmals in den Rat der Stadt Eschweiler gewählt. 2010 übernahm sie den Vorsitz des SPD-Ortsvereins Kinzweiler. 2014 wurde sie Fraktionsvorsitzende der SPD im Rat der Stadt Eschweiler.
Im Zuge der Kommunalwahl 2020 trat sie als Kandidatin für das Bürgermeisteramt an und wurde zur Nachfolgerin von Rudi Bertram gewählt.

## Privates
Nadine Leonhardt ist verheiratet und hat zwei Kinder. Sie lebt mit ihrer Familie in Kinzweiler, einem Stadtteil von Eschweiler.